# آنتونی مارین
آنتونی مارین (انگلیسی: Anthony Marin؛ زادهٔ ۲۱ سپتامبر ۱۹۸۹) بازیکن فوتبال اهل فرانسه است.
از باشگاه‌هایی که در آن بازی کرده‌است می‌توان به باشگاه فوتبال نیم المپیک اشاره کرد.